# Tania Golden
Tania Golden (* 1966 in Sydney) ist eine österreichische Schauspielerin, Sängerin, Regisseurin und Kulturmanagerin.

## Leben
Nach der Matura im Jahr 1985 am Lycée Français de Vienne erhielt Golden ihre Schauspielausbildungen am Schubert Konservatorium, dem Konservatorium der Stadt Wien und der Universität für Musik und darstellende Kunst Wien.
Sie war an mehreren Theatern im In- und Ausland engagiert, z. B. war sie neun Jahre Ensemblemitglied am Theater in der Josefstadt und wirkte am Landestheater Salzburg, wo sie auch bei den Salzburger Festspielen auftrat, am Theater in der Drachengasse, am Theater der Jugend, am Schauspielhaus Wien (Mozart!) und an der Volksoper (Gypsy). Außerdem spielte sie in TV-Serien und Filmen mit. Ab 2001 arbeitete sie auch als Regisseurin unter anderem im Rabenhof Theater Wien, Weinviertel Festival, Wuk und als Co-Regisseurin bei den Shakespeare Festspielen auf der Rosenburg.
Seit 2007 unterrichtet sie unter anderem an der Schauspielschule Krauss in Wien.

## Filmografie
- 1995: The Art of Remembrance (Doku)
- 1996: Potasch und Perlmutter
- 2013: Paul Kemp – Alles kein Problem (ORF)
- 2018: Murer – Anatomie eines Prozesses